# Pliodiptychia
Pliodiptychia is een geslacht van uitgestorven slakken uit de  familie van de Clausiliidae.

## Soorten
De volgende soorten zijn bij het geslacht ingedeeld:
- Pliodiptychia pliodiptyx (H. Nordsieck, 1972) †